# 博夫杜爾卡河
博夫杜爾卡河（烏克蘭語：Бовдурка），是烏克蘭西部的河流，屬於斯特里河的支流。該河發源自布羅德東南面，流經利維夫州的佐洛奇夫區，河道全長37公里，流域面積259平方公里。